# Joeropsis antillensis
Joeropsis antillensis is een pissebed uit de familie Joeropsididae. De wetenschappelijke naam van de soort is voor het eerst geldig gepubliceerd in 1993 door Mueller.